# Roger Guillamet
Roger Guillamet (Guilvinec, 6 septembre 1910 - Guilvinec, 14 mai 2000) est un marin d'état français, Compagnon de la Libération par décret du 1er février 1941. D'abord marin-pêcheur, il s'engage dans la marine nationale et participe à la Seconde Guerre mondiale à bord du sous-marin Rubis.

## Biographie

### Jeunesse et engagement
Roger Guillamet naît à Guilvinec le 6 septembre 1910 d'un père marin. Suivant les traces paternelles, il devient marin-pêcheur après l'obtention de son certificat d'études. En septembre 1930, il décide de s'engager dans la marine nationale. Après une formation à l'école des radiotélégraphistes de la marine (TSF), il est affecté sur le croiseur Lamotte-Piquet puis successivement aux centres de la marine de Paris et de Brest. En décembre 1938, il est affecté au centre des sous-marins de Cherbourg où il est breveté sous-marinier puis il embarque sur le sous-marin Rubis.

### Seconde Guerre mondiale
Roger Guillamet est à bord du Rubis lorsque débute la Seconde Guerre mondiale. D'avril à juin 1940, il participe à la campagne de Norvège où le sous-marin mouille ses mines le long des côtes. Après cette campagne, le Rubis est basé dans le port de Dundee en Écosse lorsque ses marins apprennent la nouvelle de l'armistice du 22 juin 1940. Sous l'impulsion de son commandant, le lieutenant de vaisseau Georges Cabanier, Roger Guillamet et la quasi-totalité de l'équipage décident de poursuivre la lutte et de se rallier à la France libre.
Promu Maître-radiotélégraphiste le 1er juillet 1941, Roger Guillamet participe pendant toute la guerre aux missions du Rubis sur les côtes de Norvège et dans le golfe de Gascogne. À la fin du conflit, le sous-marin a réalisé vingt-huit opérations, coulant 18 navires ennemis.

### Après-guerre
Après la guerre, Roger Guillamet reste encore quelque temps dans la marine avant de la quitter en 1948. Il s'installe dans sa Bretagne natale comme artisan électricien. Suppléant du député Roger Évrard de 1962 à 1967, il est ensuite agent au commissariat à l'énergie atomique sur le site nucléaire du Tricastin à Pierrelatte. Il prend sa retraite en 1975 et retourne dans le Finistère.
Roger Guillamet décède le 14 mai 2000 dans sa ville natale du Guilvinec où il repose. Son fils, également prénommé Roger, suit la tradition maritime familiale en réalisant une carrière dans la marine jusqu'au grade de capitaine de vaisseau.

## Décorations
|  |  |  |
|  |  |  |
|  |  |  |

| Commandeur de la Légion d'honneur                                    | Commandeur de la Légion d'honneur                                    | Compagnon de la Libération                | Compagnon de la Libération                | Médaille militaire                              | Médaille militaire                              |
| Croix de guerre 1939-1945                                            | Croix de guerre 1939-1945                                            | Commandeur de l'Ordre du Mérite maritime  | Commandeur de l'Ordre du Mérite maritime  | Croix du combattant volontaire de la Résistance | Croix du combattant volontaire de la Résistance |
| Médaille commémorative des services volontaires dans la France libre | Médaille commémorative des services volontaires dans la France libre | Distinguished Service Medal (Royaume-Uni) | Distinguished Service Medal (Royaume-Uni) | Croix de guerre (Norvège)                       | Croix de guerre (Norvège)                       |

## Hommages
- Sa ville natale de Guilvinec a baptisé une rue en son honneur[5].